# El Cant del Barça
El Cant del Barça (phát âm tiếng Catalunya: [əɫ ˈkan dəɫ ˈβarsə], "Barça chant") là bài hát chính thức của câu lạc bộ khổng lồ xứ Catalan - FC Barcelona. Được đặt hàng vào năm 1974 dịp kỷ niệm 75 năm thành lập câu lạc bộ. Lời bài hát được viết bởi Jaume Picas và Josep Maria Espinàs và nhạc được sáng tác bởi Manuel Valls.
Bài hát được trình diễn chính thức vào ngày 27 tháng 11 năm 1974 tại Camp Nou trước trận đấu giữa FC Barcelona và đội tuyển quốc gia Đông Đức. Một đội hợp ca 3,500 người được chỉ huy bởi Oriol Martorell. Vào ngày 28 tháng 11 năm 1988, trong lễ kỷ niệm bách niên của câu lạc bộ, bài hát này được trình diễn bởi ca sĩ - nhạc sĩ người Catalan Joan Manuel Serrat vào cuối lễ hội tại Camp Nou. Kể từ mùa bóng 2008-09, "Cant del Barça" được in trên áo đấu chính thức của câu lạc bộ Barcelona.

## Lời bài hát
- Bản gốc bằng tiếng Catalan[1]:

Tot el camp, és un clam,

som la gent blaugrana,

tant se val d'on venim,

si del sud o del nord,

ara estem d'acord, estem d'acord,

una bandera ens agermana.
Blaugrana al vent,

un crit valent, 

tenim un nom, el sap tothom:

Barça!, Barça!, Barça!
Jugadors, seguidors,

tots units fem força.

Són molts anys plens d'afanys, 

són molts gols que hem cridat, 

i s'ha demostrat, s'ha demostrat,

que mai ningú no ens podrà tòrcer.
Blaugrana al vent, 

un crit valent, 

tenim un nom, el sap tothom:

Barça!, Barça!, Barça!
- Bản dịch tiếng Anh [2]:

El cant del Barça
The whole stadium

Roars with one voice,

We all wear blue and scarlet;

Wherever we are from,

From the south or from the north,

Now we all agree, we all agree,

One flag seals our brotherhood:
Blue and scarlet in the wind,

Our cry is bold,

We have a name,

That everyone knows:

Barça, Barça, Barça!
Players,

Supporters,

Together we are strong;

And after many years of struggle,

And many goals we’ve cheered,

We’ve shown them all, we’ve shown them all,

That we can never be defeated:
Blue and scarlet in the wind,

Our cry is bold,

We have a name,

That everyone knows:

Barça, Barça, Barça!
Bạn có thể nghe bài hát này tại đây .